# قنطرة أسكي موصل
جسر أسكي موصل أو قنطرة أسكي موصل أو القنطرة العباسية هي طاق أو قوس واحد لجسر أثري من الطابوق، مقوّس الشكل، متكون من صخور كبيرة جدا، أقصى ارتفاعها نحو عشرين متراً، وعرضها خمسة أمتار فوق نُهير وادي المر في شمال غرب أسكي موصل وشرق قرية هضيمة في قضاء تلعفر بمحافظة نينوى شمال جمهورية العراق، المسافة 3 كيلومترات (ميلان) بين القنطرة شمالاً وقرية أسكي موصل جنوباً، والمسافة نحو 40 كيلومتراً بين القنطرة العباسية شمالاً وبين مدينة الموصل جنوب شرق، قال كوركيس عواد وبشير فرنسيس في تعليقهما على رحلة الفرنسي تافرنييه إلى العراق "أما الطاق القائم اليوم فربما كان الطاق الأكبر في هذه القنطرة التي زالت معالمها ويبلغ ارتفاعها الحالي 12 متراً فوق مستوى ماء الوادي في الربيع (موسم الفيضان)، وعرض فتحة الطاق بحسب مستوى الأرض الحالي 22.5 متراً، أما الطاق فمبني بالحجارة الكبيرة المهندمة وعلى بعضها حروف يحتمل أن تكون يونانية، وفي وجه الطاق كتابة عربية منقورة هذا نصّها "عملُ حسنِ بن محمد الجزري رحمه الله" ويُرجّح أنها كتبت بعد إنشاء القنطرة بزمن"، وذكرَ عبد الله أمين آغا في كتابه ("بلد" أسكي موصل) "فيقول لا يمكن الاعتماد على ذلك في استنتاج العصر الذي بُنيَ في جسر اسكي موصل إلا أنه يعود فيقول بأن رتلنجر يسنب تشييد هذا الجسر إلى عصر قطب الدين"[بحاجة لتعريف]، ذكرت جريدة الصباح سنة 2023 أن القنطرة "أقدم قنطرة تاريخية، ويعود بناؤها إلى نحو ألف عام"، وقال إبراهيم خليل العلاف في مقال منشور سنة 2020 "وعلى مسافة كيلومترين الى الشمال الغربي من أسكي موصل بقايا لجسر من الحجر يقع على وادي يسمى ( وادي المر ) وللاسف لم يبق من هذا الجسر سوى (العكادة) الوسطى، وهناك بعض الإشارات المعمارية تشيه ما هو موجود في أثار الحضر وأغلب الظن أن العثمانيين هم من بنى الجسر"(1)، ما زالت القنطرة تُعدّ معلماً سياحياً حتى فُجّرتْ في أثناء احتلال تنظيم الدولة (داعش) للمنطقة، وقال معاون محافظ نينوى رعد العباسي في شهر حزيران سنة 2023 " الكوادر الهندسية وفرق التنقيب في آثار نينوى شرّعت بإعمار وتأهيل القنطرة العباسية في منطقة أسكي موصل مع الشركة المنفذة، القنطرة ستضاف لها أقواس على جانبيها كما في التصميم الأساسي ما قبل التفجير، الذي ألحق بها، فضلا عن إنشاء ممشى عليها للعبور من جانب إلى اخر مشابه بذلك الجسر العباسي في زاخو، العمل سيسير بوتيرة متصاعدة وحسب الخطط الموضوعة"، قال خطاب إسماعيل ومحمد علي في بحثهما (ريف الموصل في رحلة ماكس فون) "كما ذكر جسر أَسكي موصل ذي القوس الواحد الذي يزيد طوله عن عشرين متر قبل أن يدخل إلى شرح وبيان آثار مدينة اسكي موصل فقال "فوق هذه الطبقة من الأنقاض يظهر بشكل واضح حقل ثاني من الأنقاض يبلغ نصف قطره مسافة نصف ساعة تقريباً وتبرز منه فوق الأرض في مواقع كثيرة أقواس وبقايا جدران.".

## الهوامش
- «1»:ذكر إبراهيم العلّاف أن العثمانيين "حكموا الموصل بين 1916-1918" وهو سهو.